# Гребёнковская городская община
Гребёнковская городская община (укр. Гребінківська міська громада) — территориальная община в Лубенском районе Полтавской области Украины. Административный центр — город Гребёнка.
Община образована 31 марта 2017 путем объединения Гребёнковского городского совета, Марьяновского и Слободо-Петровского сельских советов Гребенковского района.
12 июня 2020 года распоряжением Кабинета Министров Украины к общине присоединен Наталовский сельский совет .

## Населенные пункты
В состав общины входят 1 город (Гребёнка) и 41 село: Александровка, Алексеевка, Березовка, Беседовщина, Высокое, Горбы, Григоровка, Грушковка, Гулаковка, Есаульщина, Загребелье, Караваи, Корнеевка, Кулажинцы, Лутайка, Майорщина, Марьяновка, Михайловка, Наталовка, Новодар, Новоселовка, Овсюки, Отрадное, Оржица, Павловщина, Писарщина, Покровщина, Полевое, Почаевка, Рудка, Саевка, Свитанок, Сербиновка, Симаки, Скочак, Слепород-Ивановка, Слободо-Петровка, Сотницкое, Стукаловка, Тарасовка, Тополевое.